# Hellfire Club (Edguy)
Hellfire Club è il sesto album della band tedesca Edguy, prodotto da Sascha Paeth e pubblicato nel 2004.

## Tracce
1. Mysteria – 5:44
2. The Piper Never Dies – 10:05
3. We Don't Need a Hero – 5:30
4. Down to the Devil – 5:27
5. King of Fools – 4:21
6. Forever – 5:40
7. Under the Moon – 5:04
8. Lavatory Love Machine – 4:25
9. Rise of the Morning Glory – 4:39
10. Lucifer in Love – 0:32
11. Navigator – 5:22
12. The Spirit Will Remain – 4:12

## Formazione
- Tobias Sammet - voce e tastiera
- Jens Ludwig - chitarra solista
- Dirk Sauer - chitarra ritmica
- Tobias Exxel - basso
- Felix Bohnke - batteria